# Lanzarote
Lanzarote és una de les illes de l'arxipèlag de les illes Canàries. Juntament amb les illes de Gran Canària, Fuerteventura i La Graciosa forma la província de Las Palmas (a la Comunitat Autònoma de les Canàries), a l'oceà Atlàntic, davant les costes del sud del Marroc. La capital és Arrecife; port natural, i centre agrícola i industrial. La seva població és coneguda com a lanzaroteños o conejeros. Deu el seu nom a l'italià Lancellotto Malocello, qui la visità el segle xiv. No fou conquerida fins a l'expedició de Jean de Béthencourt (1402), qui acabaria emparant-se de tot l'arxipèlag.

## Descripció
És l'illa més oriental de l'arxipèlag i s'identifica pel mantell volcànic que s'estén al llarg de gran part de la seva superfície a causa de la gran activitat volcànica de començaments del segle xviii. Es troba a una distància de 1000 km. de la península Ibèrica i a 140 de la costa africana. Té una superfície de 845,93 km² i una població de 132.366 habitants (INE, gener de 2007), sent els nadius de l'illa gairebé la meitat dels que són arribats des d'altres llocs.
Peñas del Chache amb 670 m. d'altitud és el cim més elevat de l'illa. Lanzarote està sota la protecció de Reserva de la Biosfera de la UNESCO. A més la Xarxa Canària d'Espais Naturals Protegits recull en aquesta illa un total de 13 entorns naturals entre els quals destaca el Parc Nacional de Timanfaya. Lanzarote compta també amb el túnel volcànic submarí més llarg del món, l'anomenat Túnel de l'Atlàntida.
Està dividida en 7 municipis: Arrecife, Haría, San Bartolomé, Teguise, Tías, Tinajo i Yaiza. Amb 141.938 habitants, Lanzarote és la tercera illa més poblada de les Canàries, després de Tenerife i Gran Canària. Al centre-sud-oest de l'illa hi ha el Parc Nacional de Timanfaya, que és una de les principals atraccions turístiques de Lanzarote. L'illa és tota des del 1993 Reserva de la Biosfera de la UNESCO. L'illa compta amb l'Aeroport de Lanzarote-Guacimeta al municipi de San Bartolomé, així com amb els ports marítims: Puerto de los Mármoles al municipi d'Arrecife, i el port de Playa Blanca al municipi de Yaiza.
Al nord de l'illa hi ha l'arxipèlag Chinijo que conté les illes menors i els illots d'Alegranza, La Graciosa, Montaña Clara, Roque del Este i Roque del Oeste (arxipèlag classificat per la Llei 12/1994, de 19 de desembre, d'Espais Naturals de Canàries com a parc natural).

## Geologia
Lanzarote, com totes les altres illes canàries, és l'efecte dels processos geològics derivats de l'obertura de l'Atlàntic, iniciat en el Mesozoic, i agreujat més recentment per la pressió existent en aquesta zona amb el gir de l'Àfrica en el sentit de les agulles del rellotge iniciat en l'orogènesi alpina del Terciari. Al començament de l'obertura de l'Atlàntic, van començar les emissions de lava sense aflorar a la superfície fins fa uns 20 milions d'anys en la veïna Fuerteventura i 11 milions d'anys a l'illa de Lanzarote.
La història geològica de Lanzarote es divideix en tres fases:
1. En una primera fase, fa onze milions d'anys, durant el Miocè, apareixen les restes més antigues a la zona de Famara, al nord de l'illa, i en els Ajaches, al sud. Actualment, els processos erosius han desmantellat aquestes formacions. La seva morfologia és la d'edificis erosionats que han evolucionat a formes acarcavades amb una bona xarxa de drenatges caracteritzats per valls en forma d'"U" actualment secs i àrids. Característic d'aquestes formacions és el risco de Famara, on es troba el desnivell més gran a l'illa, uns 600 m. El punt més alt de Lanzarote es troba aquí, a les peñas del Chache amb una alçària de 671 m.
2. Una segona fase és la que inclou l'evolució de la morfologia de Lanzarote des del Miocè fins al Plistocè, que es va caracteritzar pels processos erosius de les dues formacions, Famara i Ajaches. Posteriorment, han existit emissions importants de material magmàtic que han donat lloc a la unió de les dues formacions antigues. Es tracta sobretot del sector central de l'illa que es caracteritza per l'existència d'alineacions d'edificis formant els eixos estructurals de l'illa, que coincideixen amb els eixos de formació de Fuerteventura amb direcció NE-SO, alguns amb avançat estat de desmantellament. Es pot dir que en aquesta etapa Lanzarote i Fuerteventura estaven unides per l'estret de la Bocaina i per l'illa de Lobos. L'última vegada que ho van estar va ser durant l'última glaciació, la glaciació de Würm.
3. La tercera fase, geològicament parlant, és la més important des del punt de vista antropocèntric. Es tracta d'erupcions esdevingudes en els segles xvii i XVIII amb emissions alineades paral·leles a les de l'anterior fase i edificis que no superen els 200 m. però excel·lentment conservats per la poca pluviositat que es dona a l'illa i per una política de conservació molt estricta.

## Economia
Tant Lanzarote com Fuerteventura serien durant els segles XVI, XVII i XVIII les principals exportadores de blat i cereals a les illes centrals de l'arxipèlag; Tenerife i Gran Canaria. Si bé, aquest comerç gairebé mai va revertir en els habitants de Lanzarote i Fuerteventura (a causa que els terratinents d'aquestes illes es lucraven de l'activitat), produint-se períodes de fam, de manera que la població d'aquestes illes haver de desplaçar-se a Tenerife i Gran Canària per intentar millorar la seva sort. Constituint-se l'illa de Tenerife com el principal focus d'atracció per als habitants de Lanzarote i Fuerteventura, d'aquí el sentiment d'unió que sempre ha existit en l'àmbit popular amb Tenerife.
El clima és molt àrid, i l'agricultura és practicada amb la tècnica del sorrejat (arenado); el principal conreu és la ceba. També produeix hortalisses, llegums i ordi. La ramaderia (ovelles, cabres i camells) és molt pobra. L'activitat turística s'ha convertit en un dels sectors destacats de l'economia insular.

## Símbols
La bandera de Lanzarote és de forma rectangular i està dividida en dues meitats per una diagonal que va des de l'angle inferior esquerre fins al superior dret. La meitat superior és de color vermell mentre que la inferior és de color blau. Al centre porta l'escut d'armes del Cabildo insular de Lanzarote. La bandera no és oficial, a diferència de l'escut heràldic aprovat pel decret 2217/64, de 9 de juliol de 1964.

## Galeria

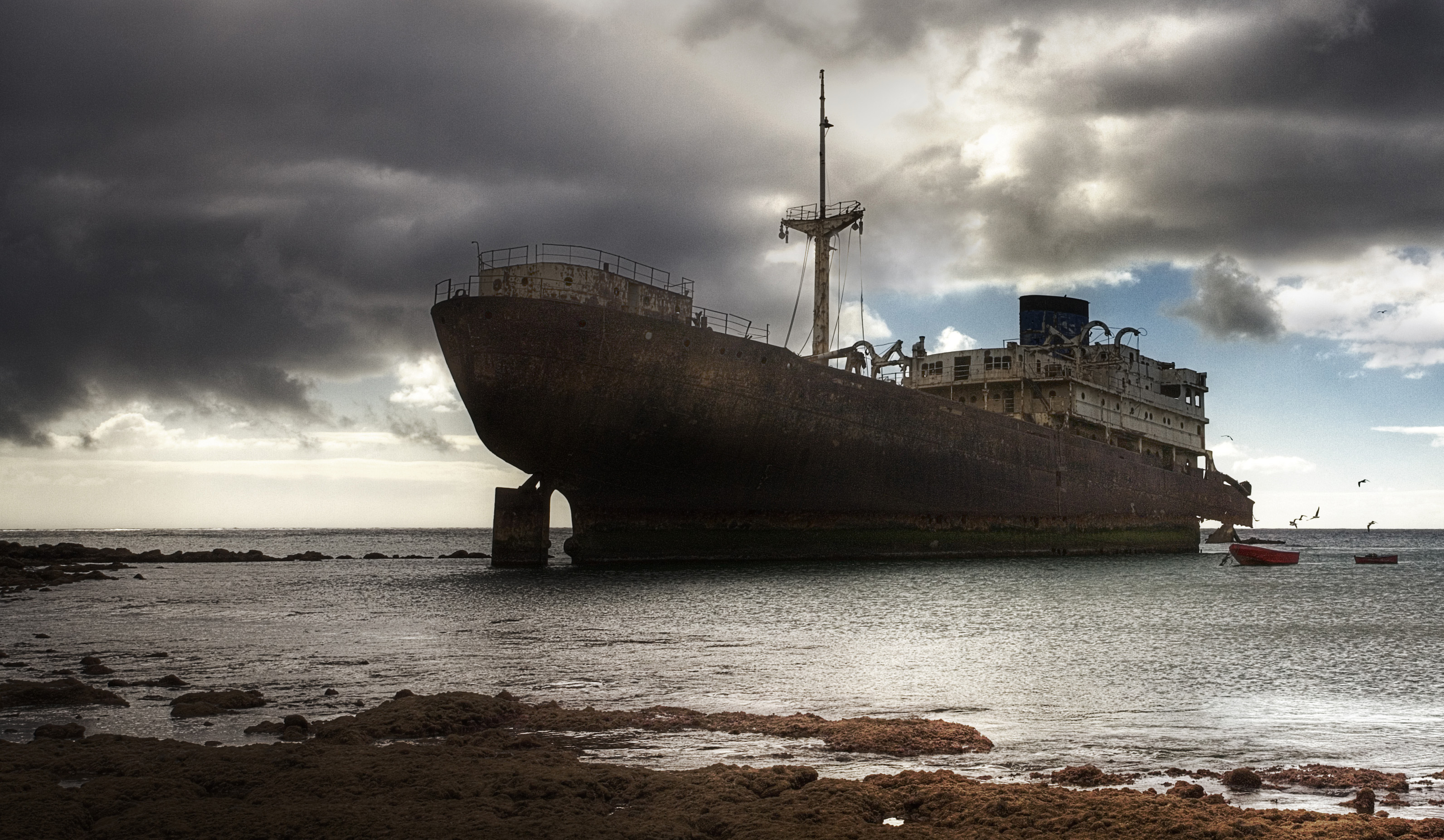
Arrecife
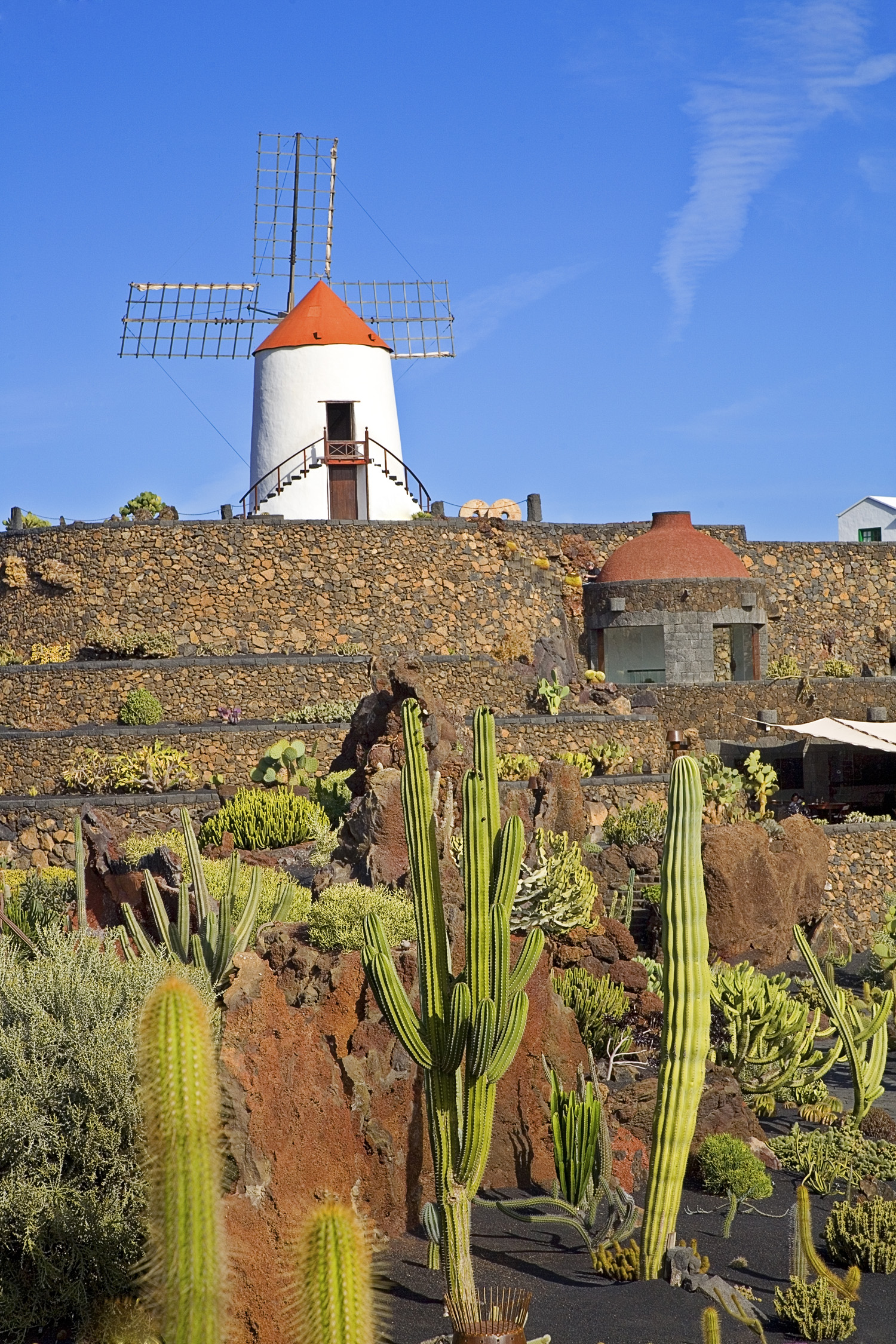
Jardí de cactus
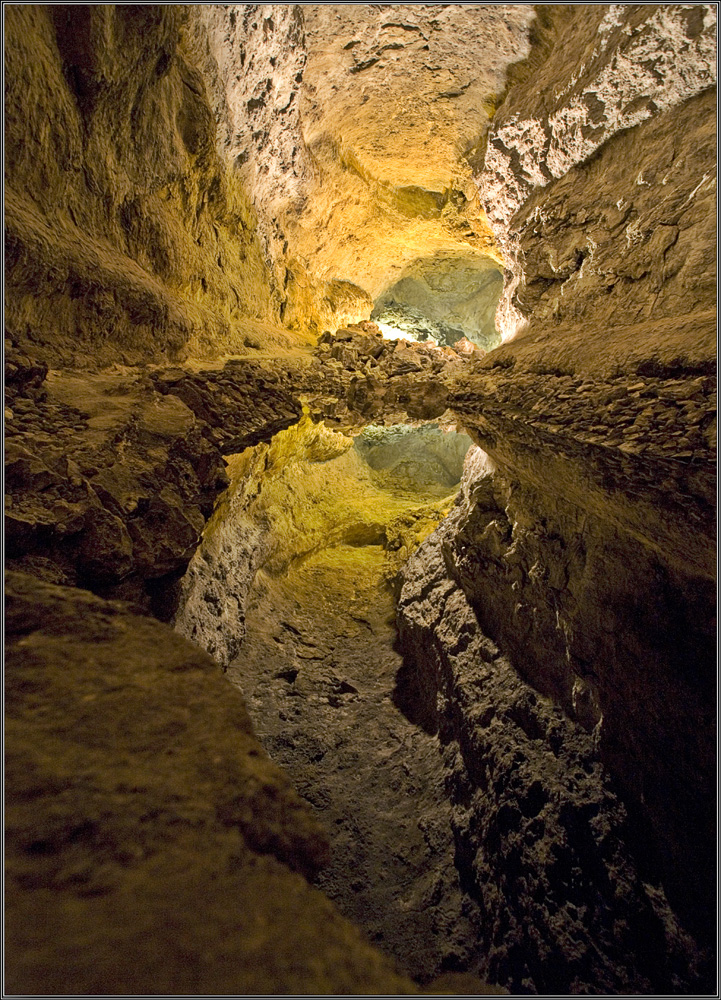
Cueva de los Verdes
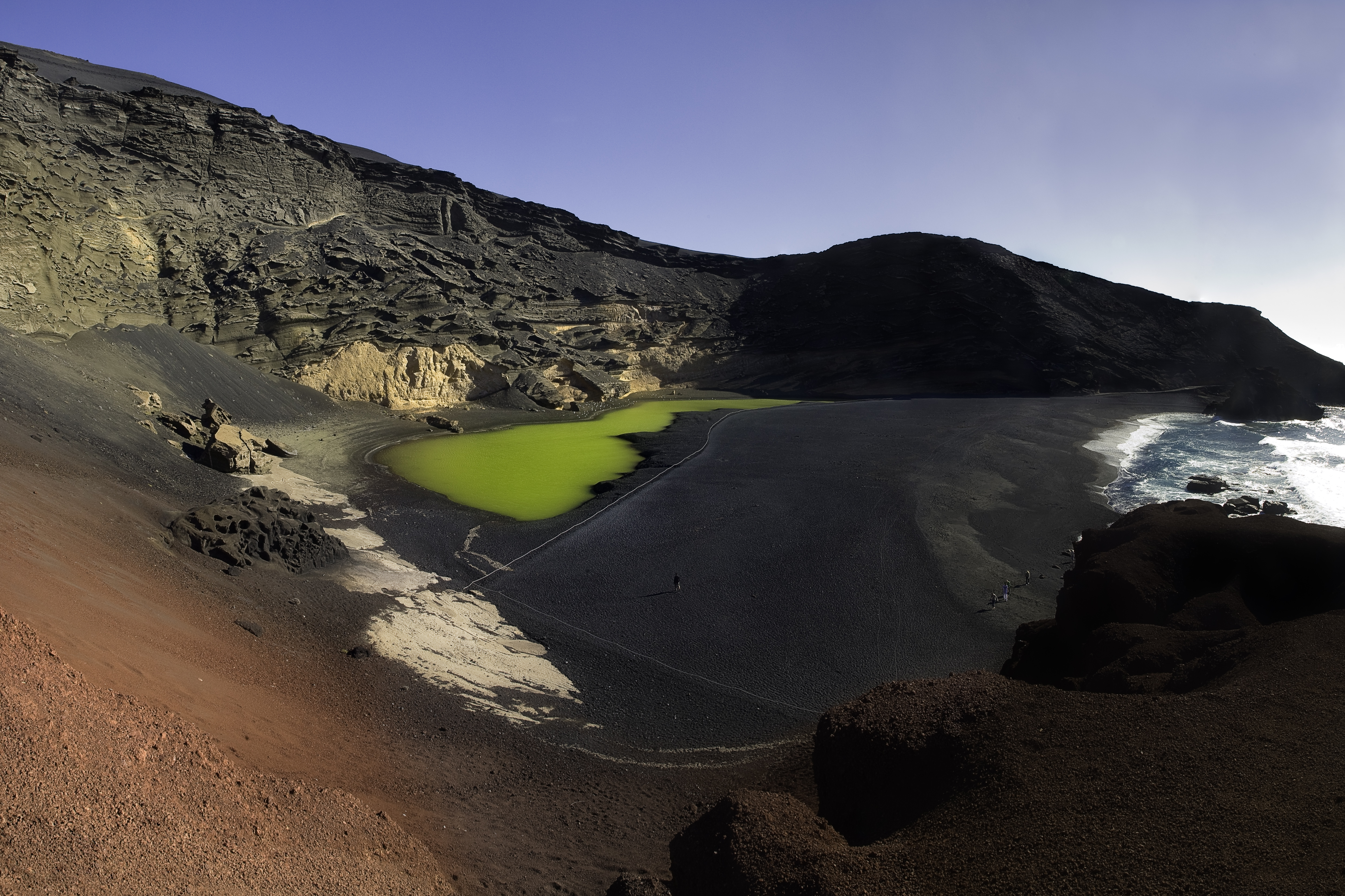
El Golfo
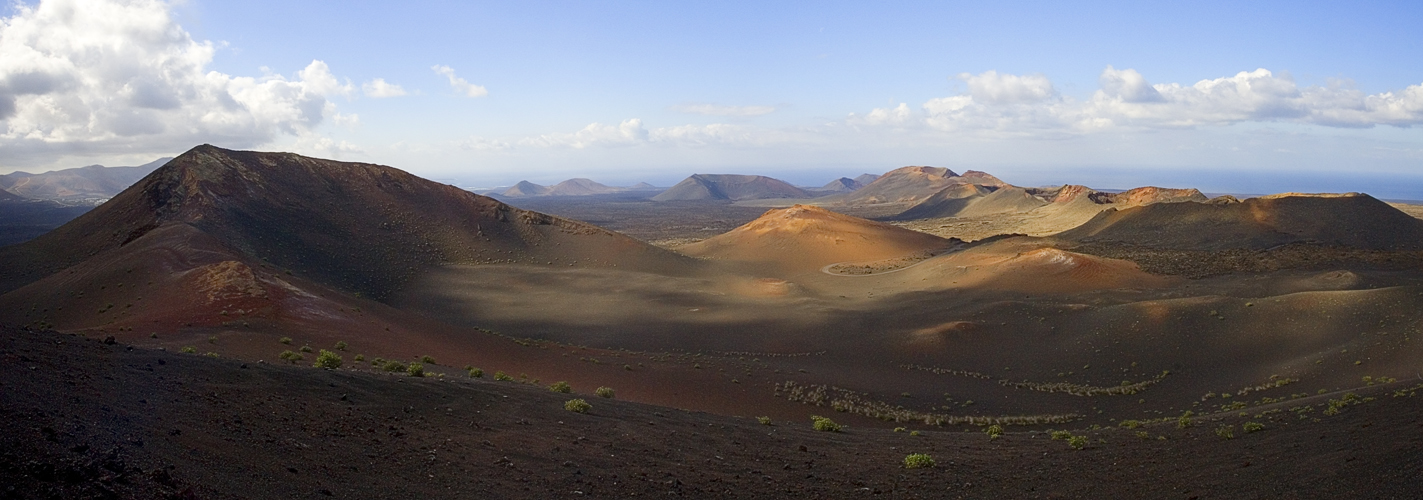
Parc Nacional de Timanfaya
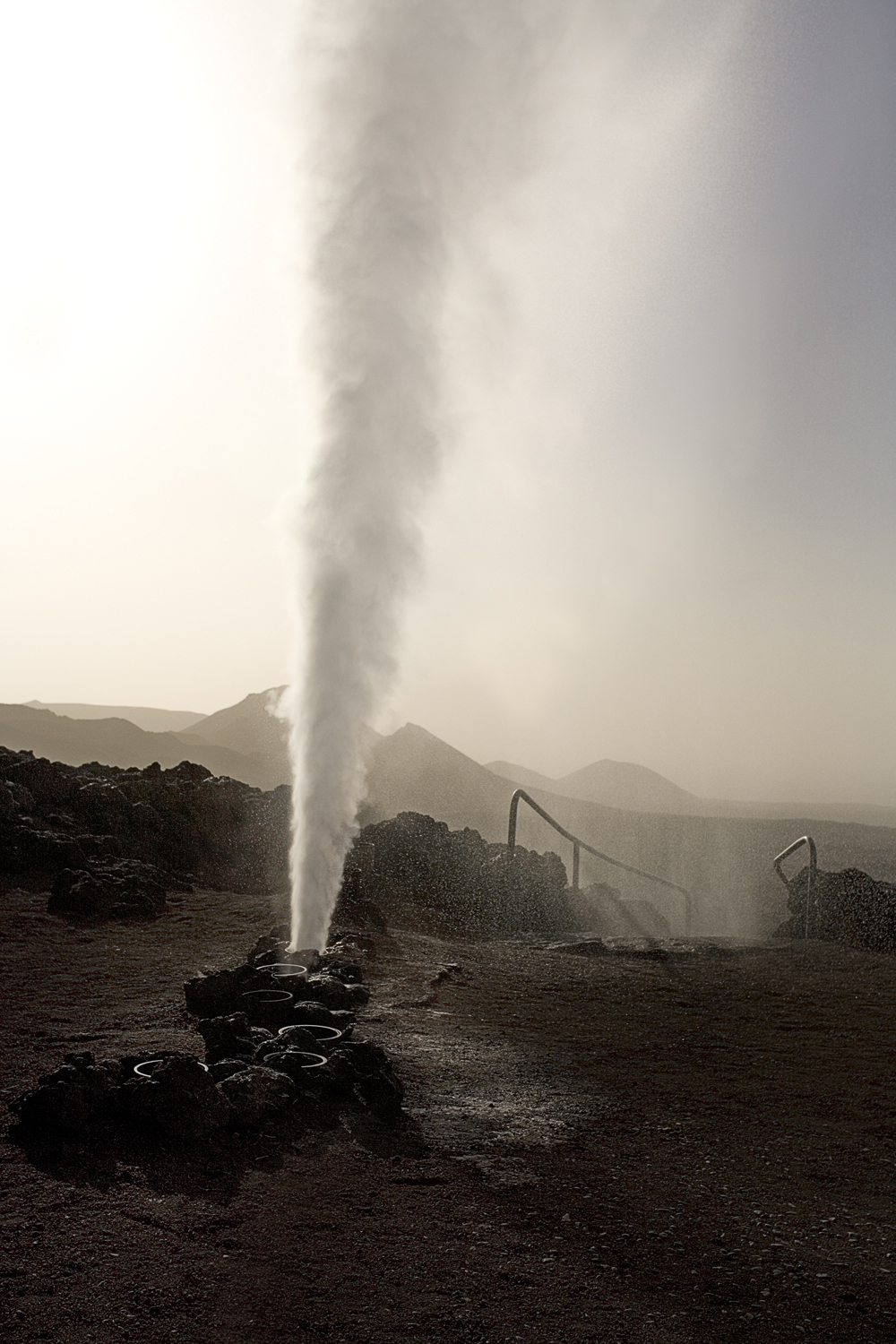
Parc Nacional de Timanfaya
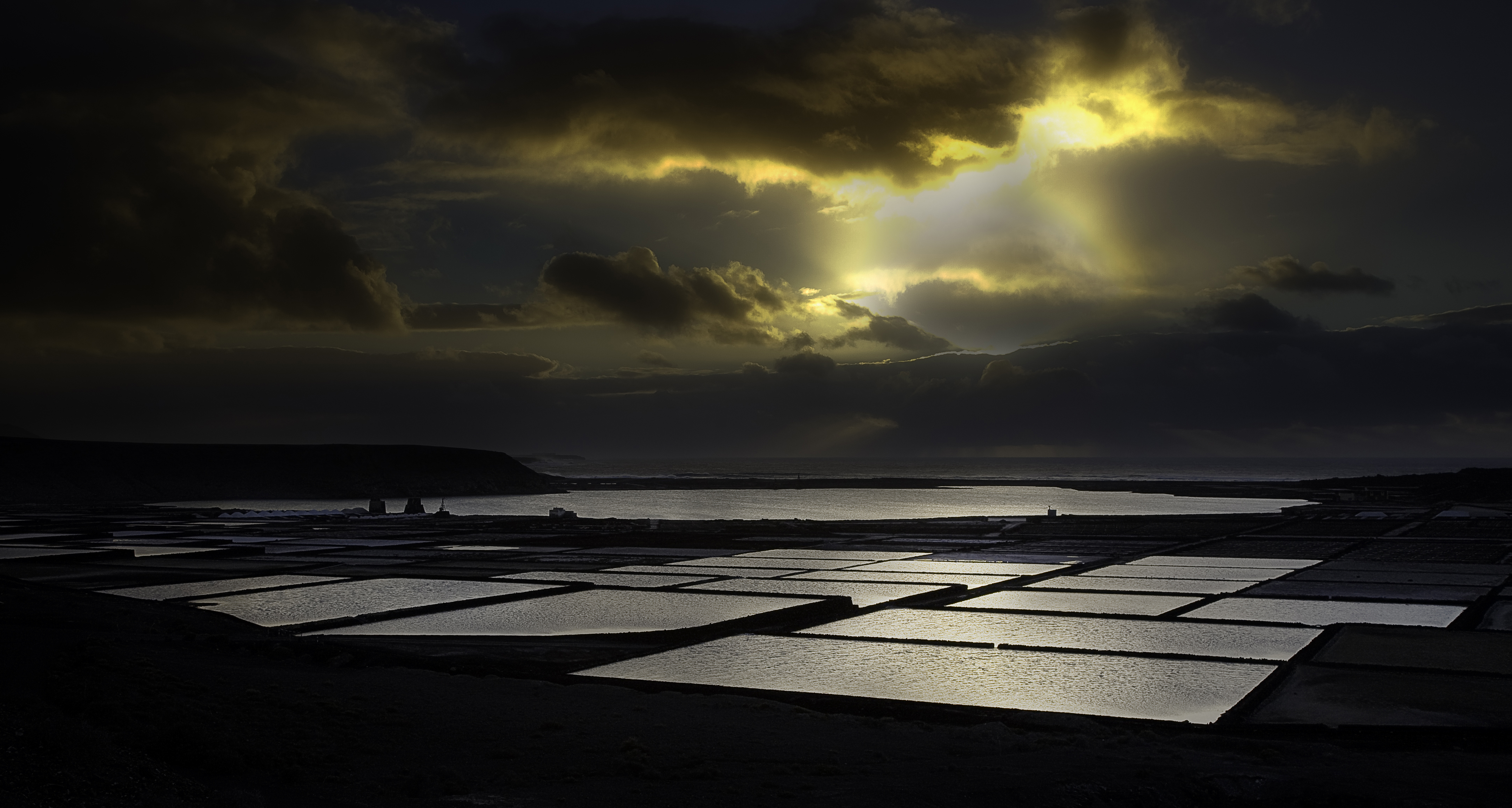
Salinas del Janubio
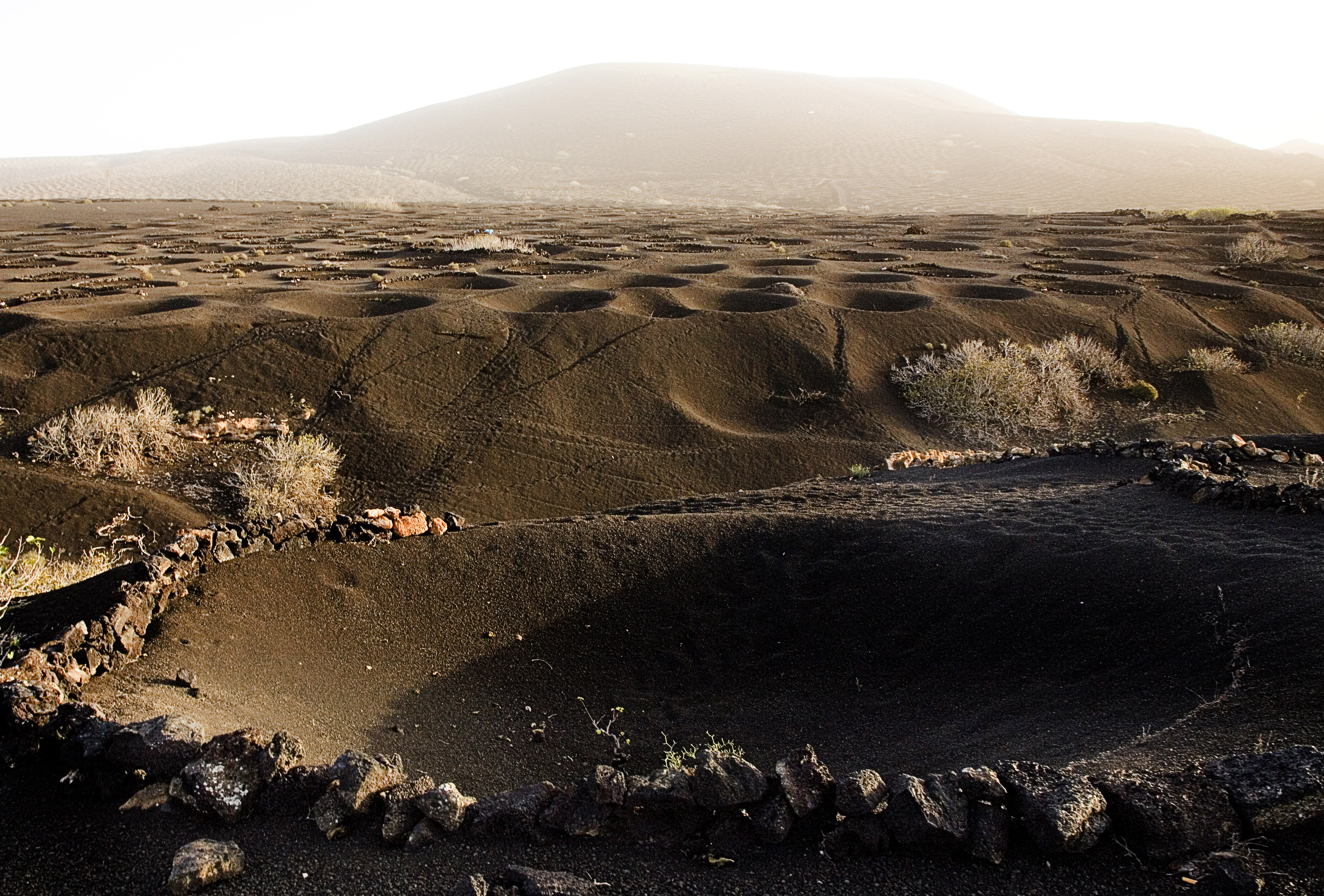
La Geria
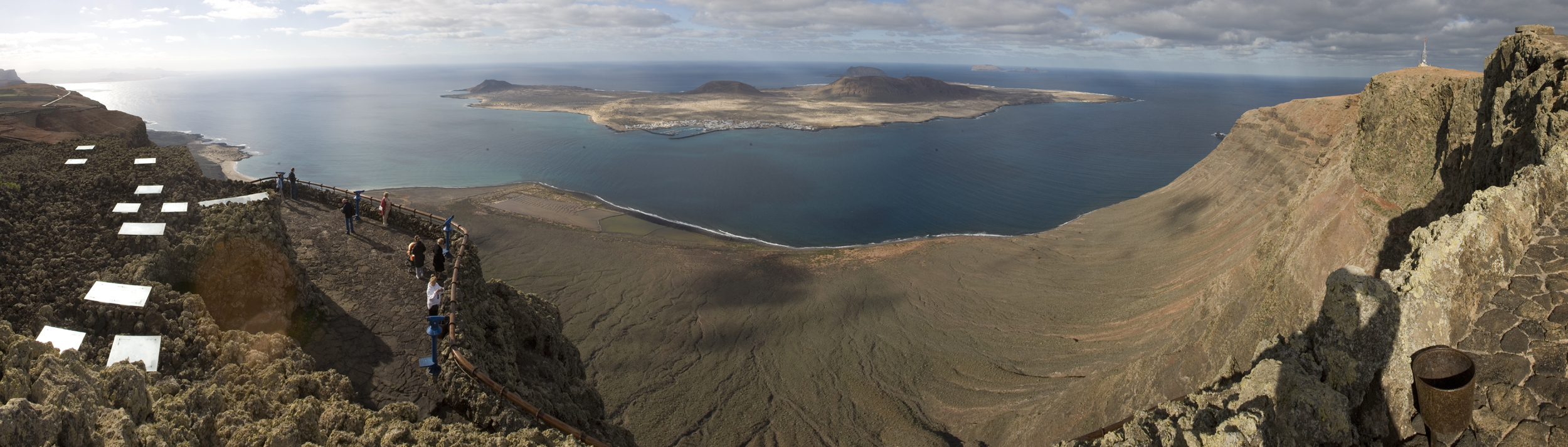
La Graciosa / Mirador del Río
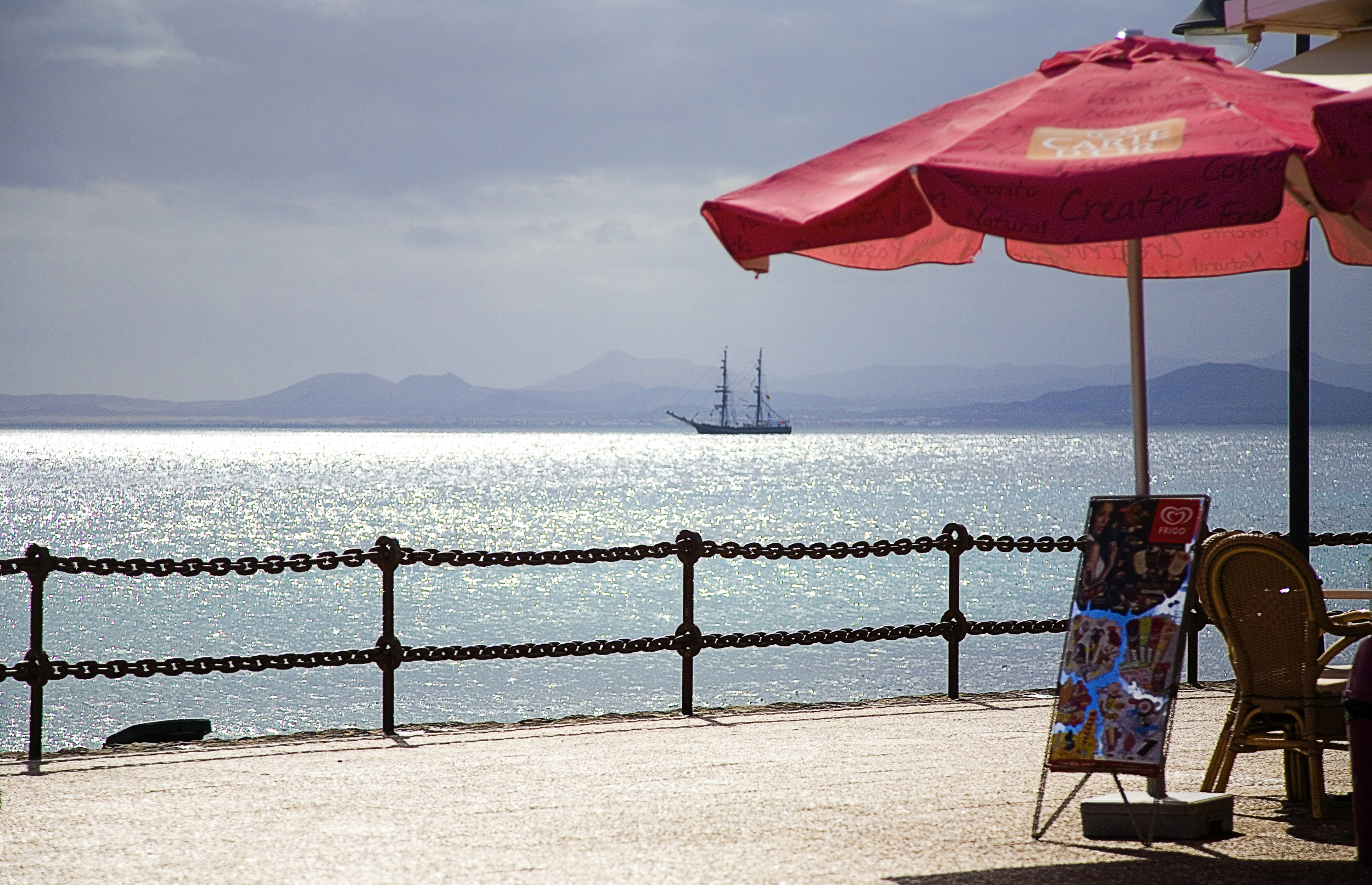
Playa Blanca